# Долотов, Юрий Сергеевич
Юрий Сергеевич Долотов (28 февраля 1931 года, Москва, РСФСР, СССР — 18 октября 2012 года, Москва, Россия) — советский и российский океанолог, специалист в области изучения прибрежных зон, член-корреспондент РАН (1997).

## Биография
Родился 28 февраля 1931 года в Москве.
В 1954 году — окончил геологический факультет МГУ, затем проходил обучение в аспирантуре Института океанологии имени П. П. Ширшова (научный руководитель — профессор В. П. Зенкович) и работал там же до 1969 года.
В 1962 году — защитил кандидатскую, а в 1991 году — докторскую диссертации.
С 1969 по 2001 годы — работал в структуре Отделения океанологии, физики атмосферы и географии РАН, где занимался научной и научно-организационной деятельностью.
С 2001 года и до конца жизни — главный научный сотрудник лаборатории гидродинамики Института водных проблем РАН.
В период с 2000 по 2010 годы — научный руководитель крупного комплексного проекта по исследованию особенностей физических, химических, геологических и биологических процессов в эстуариях, на устьевых и открытых участках приливных побережий Белого моря.
Умер 18 октября 2012 года, похоронен на Троекуровском кладбище Москвы.

## Научная деятельность
Специалист в области изучения процессов рельефо- и осадкообразования, проблем охраны природной среды в прибрежно-шельфовых областях мирового океана.
Организатор проведения экспериментальных работ в прибрежных регионах. В период с 1955 по 2004 годы работал в десятках экспедиций, исследуя от крупных озёр и морей России до Галапагосских и Гавайских островов, провел стационарные исследования в прибрежной зоне Балтийского моря (1961—1991).
В результате проведенных исследований и собранного материала построил типизированные модели рельефо- и осадкообразования в прибрежной зоне, характеризующих различные динамические обстановки (имеет важное практическое значение для поиска и рациональной разработки полезных ископаемых в береговых зонах).
Автор более чем 150 статей и 5 монографий, посвященных наиболее крупным проблемам береговых исследований.
Заместитель главного редактора журнала «Океанология», члена бюро секции «Берега» Комиссии РАН по проблемам Мирового океана, члена редколлегии Международного журнала «Journal of Coastal Research», работал в Комиссии по морской географии Международного географического союза, Научном совете по вопросам берегозащиты Балтийского моря при администрации Калиниградской области, был представителем Академии наук в составе правительственных делегаций на сессиях МОК ЮНЕСКО, неоднократно выступал в качестве приглашенного докладчика на российских и международных конгрессах, конференциях и симпозиумах.

### Монографии
- Процессы прибрежно-морского россыпеобразования (1977, в соавторстве);
- Дифференциация осадочного материала и слоистость прибрежных отложений (1982, в соавторстве);
- Динамические обстановки прибрежно-морского рельефообразования и осадконакопления (1989);
- Проблемы рационального использования и охраны прибрежных областей Мирового океана (1996);
- Процессы рельефообразования и осадконакопления на приливных побережьях Мирового океана (2010).